# Antonio Rubio

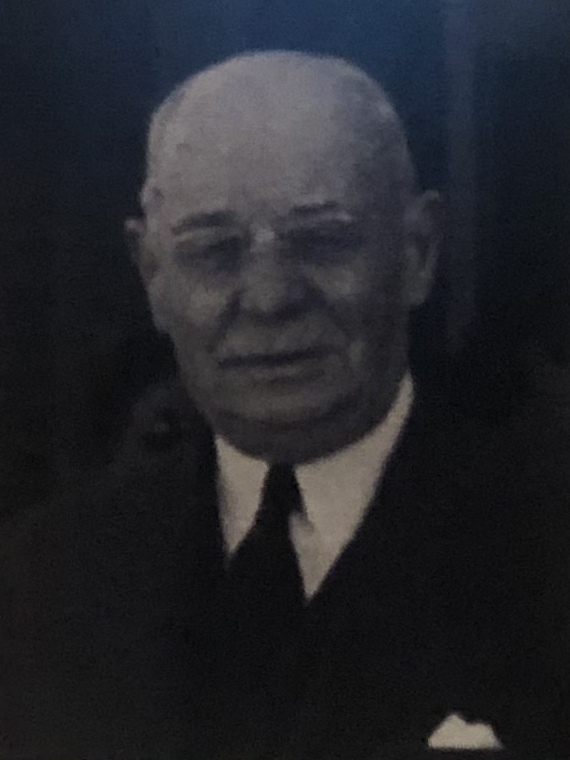
Antonio Rubio

Antonio Rubio (* 1882; † 28. November 1953) war ein uruguayischer Politiker.
Rubio, der der Partido Colorado angehörte, war vom 1. bis 31. März 1933 Präsident des Consejo Nacional de Administración.
Er saß in der 35. Legislaturperiode als Abgeordneter für das Departamento Montevideo vom 15. Februar 1947 bis zum 15. März 1948 in der Cámara de Representantes. 1947 hatte er dabei zudem das Amt des Kammerpräsidenten inne. In der folgenden Legislaturperiode war er sodann ab dem 14. Februar 1951 Mitglied des Senats und übernahm 1951 auch die Senatspräsidentschaft sowie in diesem und dem Folgejahr den Vorsitz der Comisión Permanente del Poder Legislativo. Sein Senatoren-Mandat legte er am 3. März 1952 zugunsten seiner Mitgliedschaft im Consejo Nacional de Gobierno, dem uruguayischen Nationalrat, nieder.